# Montiopsis cumingii
Montiopsis cumingii är en källörtsväxtart som först beskrevs av William Jackson Hooker och Arnott, och fick sitt nu gällande namn av D.I. Ford. Montiopsis cumingii ingår i släktet Montiopsis och familjen källörtsväxter. Inga underarter finns listade i Catalogue of Life.